# Sephena conforma
Sephena conforma är en insektsart som beskrevs av Medler 1989. Sephena conforma ingår i släktet Sephena och familjen Flatidae. Inga underarter finns listade i Catalogue of Life.